# Музей Хосе Гуадалупе Посады
Музей Хосе Гуадалупе Посады посвящён знаменитому мексиканскому гравёру, иллюстратору и карикатуристу Хосе Гуадалупе Посаде, родившемуся в городе Агуаскалиентес, где музей расположен. Художник известен своими иллюстрациями сатирического, политического и бытового содержания.

## Здание
Здание расположено в Районе Триана, на стороне храма Эль Энсино в центре города Агуаскалиентес. Здание было построено в начале XIX века. Первоначально принадлежало монастырю.
В 1972 году правительство штата приобрела усадьбу, чтобы создать Музей Хосе Гуадалупе Посады, открывшийся 16 сентября этого года. Открытию музея способствовали: Виктор Сандовал, Луис Оритс Маседо и Франциско Гуэль Хименес.

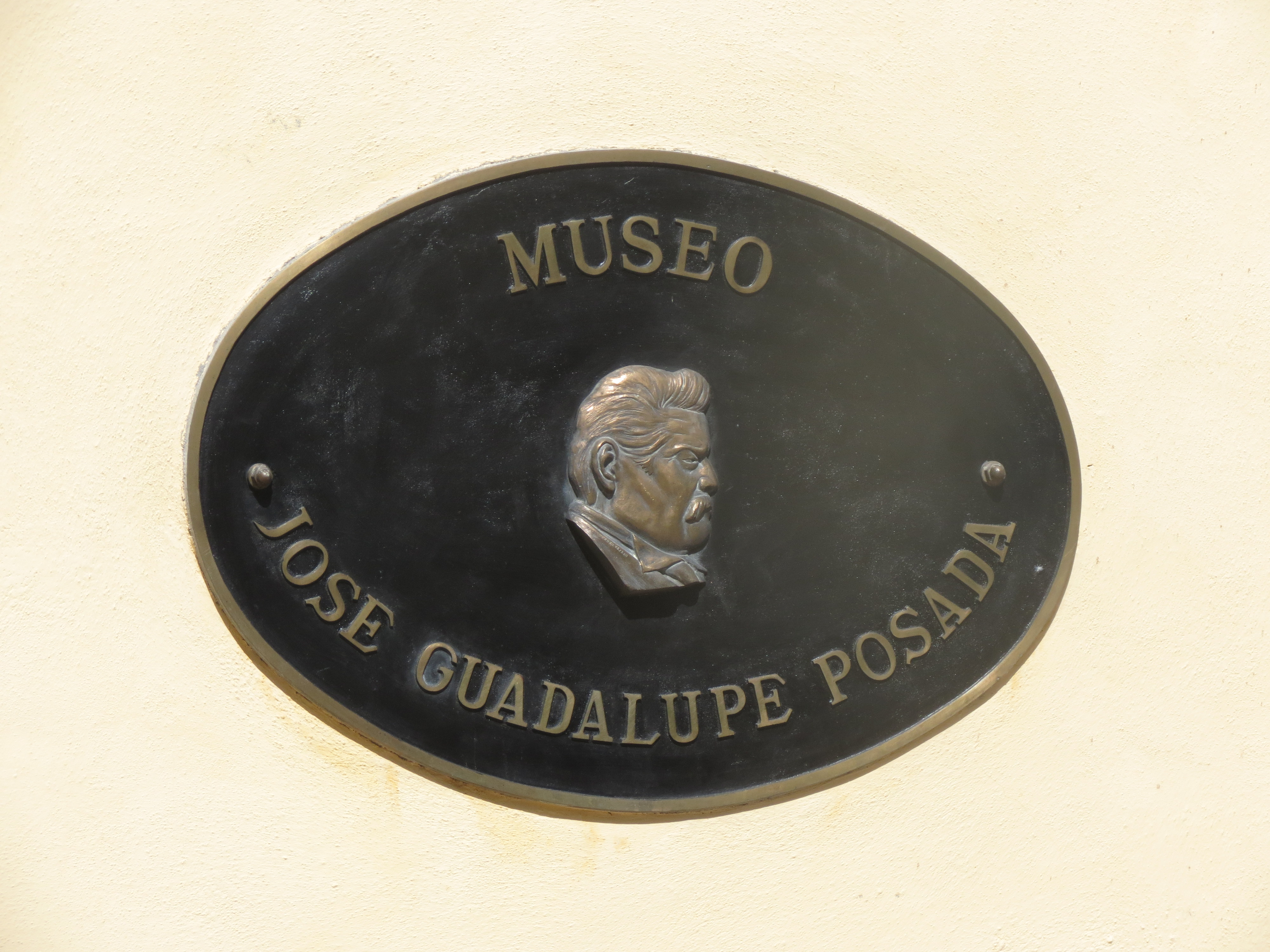
Табличка музея

## Коллекция
Музей Хосе Гуадалупе Посады в настоящее время содержит коллекцию из более чем 5000 работ.